# ベール＝ゼファー
ベール＝ゼファーは、日本のテーブルトークRPG (TRPG) 作品、『ナイトウィザード』『セブン＝フォートレス』の多数のリプレイに登場するノンプレイヤーキャラクター(NPC)の名前。架空の人物。ボイスドラマ及びTVアニメ『ナイトウィザード The ANIMATION』における声優は後藤邑子。

## プロフィール
以下は、TRPGの『ナイトウィザード』（ルール第一版）のデータ記述に基づくプロフィールである。
- 名前：ベール＝ゼファー[1]
- 性別：女
- 属性
  - 第一属性：虚
  - 第二属性：天
- クラス：大いなるもの
- レベル：不明
- 年齢：16（外見）
- 髪の色：銀
- 瞳の色：金
- 肌の色：白

## 人物像
“蝿の大公”もしくは“蝿の女王”の二つ名をもつ魔王。爵位は大公。古代神の一人。悪徳の七王の一角で暴食を司る。空を飛ぶ全てのものに対する命令権を持つ。元ネタはベルゼブブ。
魔王の中では頻繁に表界を訪れる。表界へ現れる時の写し身は、輝明学園秋葉原校の制服にポンチョを羽織った姿でいる事が多い。その際「ベル・フライ」「涼風鈴」「飛田鈴」という偽名を使うこともある。可愛らしい容姿と裏腹に残酷であり、搦め手で相手を破滅させることを好む。全ての事象をゲームとして捉えており、ゲームはお互いリスクを背負うからこそ面白いと考えている。本人曰く「だって、その方が面白いじゃない」との事。ただし、その性格が災いして、精緻な仕掛けをしてはその隙をつかれてウィザードたちに敗れ去る事も少なくない。
初出はルールブック第1版掲載のサンプルシナリオ「魔術師が多すぎる」で、この時は単発のボスだった。しかしその後、リプレイ・シナリオ・ボイスドラマ・アニメとラスボス級あるいは主役級のキャラクターとして頻繁に登場するようになる。但し、登場回数を重ねるたびにドジやへっぽこな描写が増えており、ボイスドラマ初登場となった「最果ての数式」にて担当声優に後藤邑子が起用されてから、その傾向は強まっている。

## 経歴

### 第二次古代神戦争
「合わせ鏡の神子」の一件でルー＝サイファーが敗北・失脚したことで、裏界第1位となったベルではあったが、その頃から他の魔王たちの疑念を抱く行動が目立つようになる。「ラ・アルメイアの幻砦」において守護者エルオースの復活に加担し、結果、第八世界や冥界、闇界に封印されていた冥魔が活性化、第八世界に新たな脅威を招いたことや、冥刻王メイオルティス（後述）の魔剣「アルティシモ」の破片の所在を知っていながら、その情報を秘匿していたことなどである。これらの行動や、ルーがラビリンスシティにおける自らの権力を保全する措置を事前に講じていたことから、ベルは裏界帝国の権力を掌握出来なかった。『ナイトウィザード The 2nd Edition ソースブック ファー・ジ・アース』によれば、ベルには冥界や闇界に何らかの秘密を隠している事を示唆する記述がある。
状況が一変するのはメイオルティスが第八世界に侵攻してからである。ベルに固執するこのかつての古代神は、「第八世界を破壊し、そこに囚われているベルを解放する」と公言してはばからない。だがベルの方はメイオを蛇蝎のごとく嫌っており、メイオ駆逐のためにルーや赤羽くれはら表界のウィザードとも手を組むようになる。試作型箒「ヴァルキューレ・シリーズ」を巡る冥魔と表界のウィザードの攻防戦は、ここから派生したものである。